# Angèle Etoundi Essamba
Angèle Etoundi Essamba (Douala, 1962) è una fotografa camerunese.

## Biografia
Etoundi Essamba lavora e vive ad Amsterdam. Nel 1972 si reca a Parigi. Nel 1982 studia fotografia presso la Professional Dutch School of Photography di Amsterdam. La sua prima mostra personale ad Amsterdam è nel 1985. Attraverso le sue mostre collettive e personali in Europa, Africa e America, le sue opere sono conosciute in tutto il mondo e apprezzate dalla critica internazionale. È impegnata nel sociale con l'associazione Foundation Essamba Home per l'aiuto e il supporto delle giovani donne deln Cameroon, Sud Africa e Colombia. 

## Tematiche
Nei lavori di Etoundi Essamba emergono la diversità culturale, la bellezza dei corpi femminili africani e il rapporto tra tradizioni e modernità.

## Galleria d'immagini

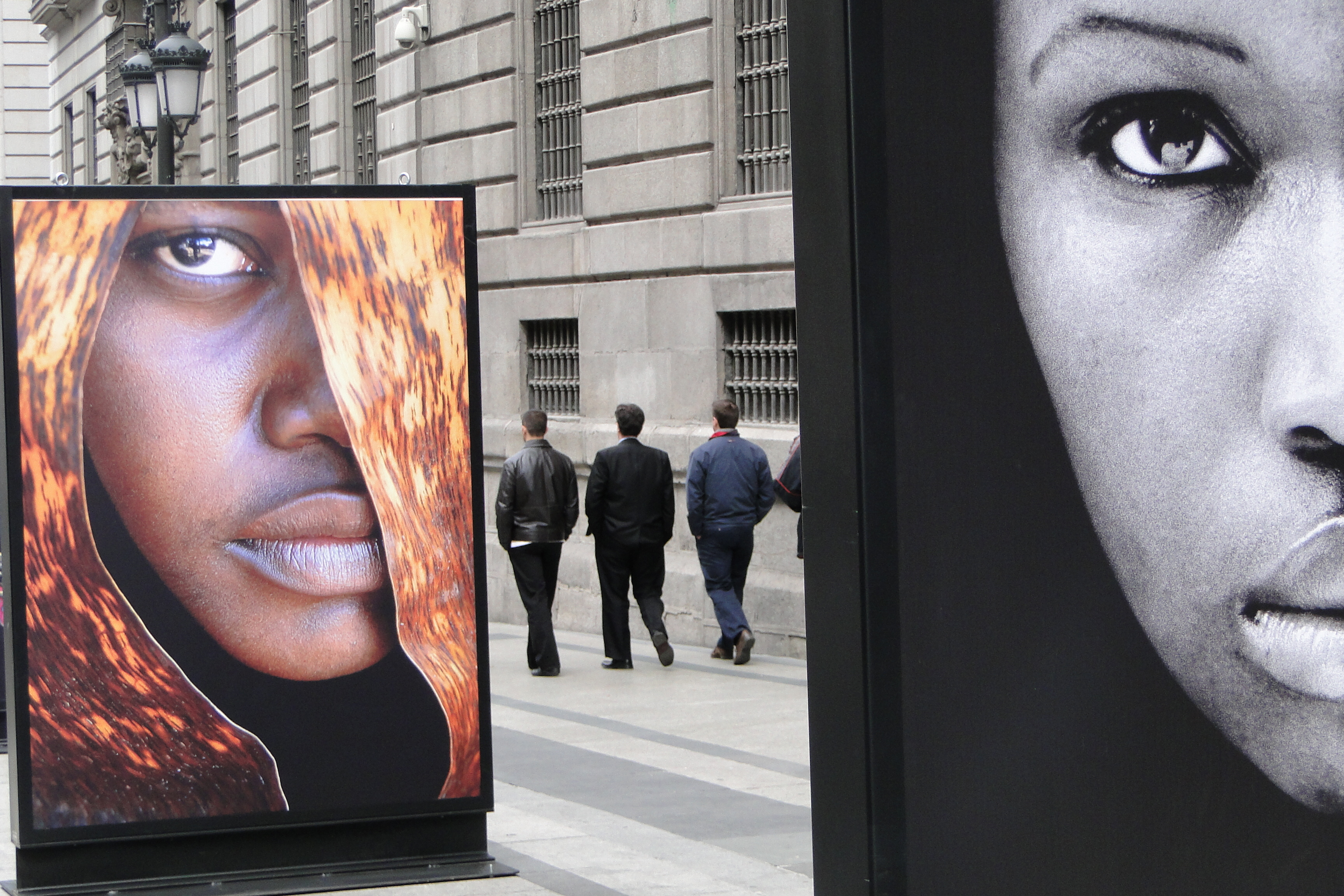
Installazione Madrid 2010.
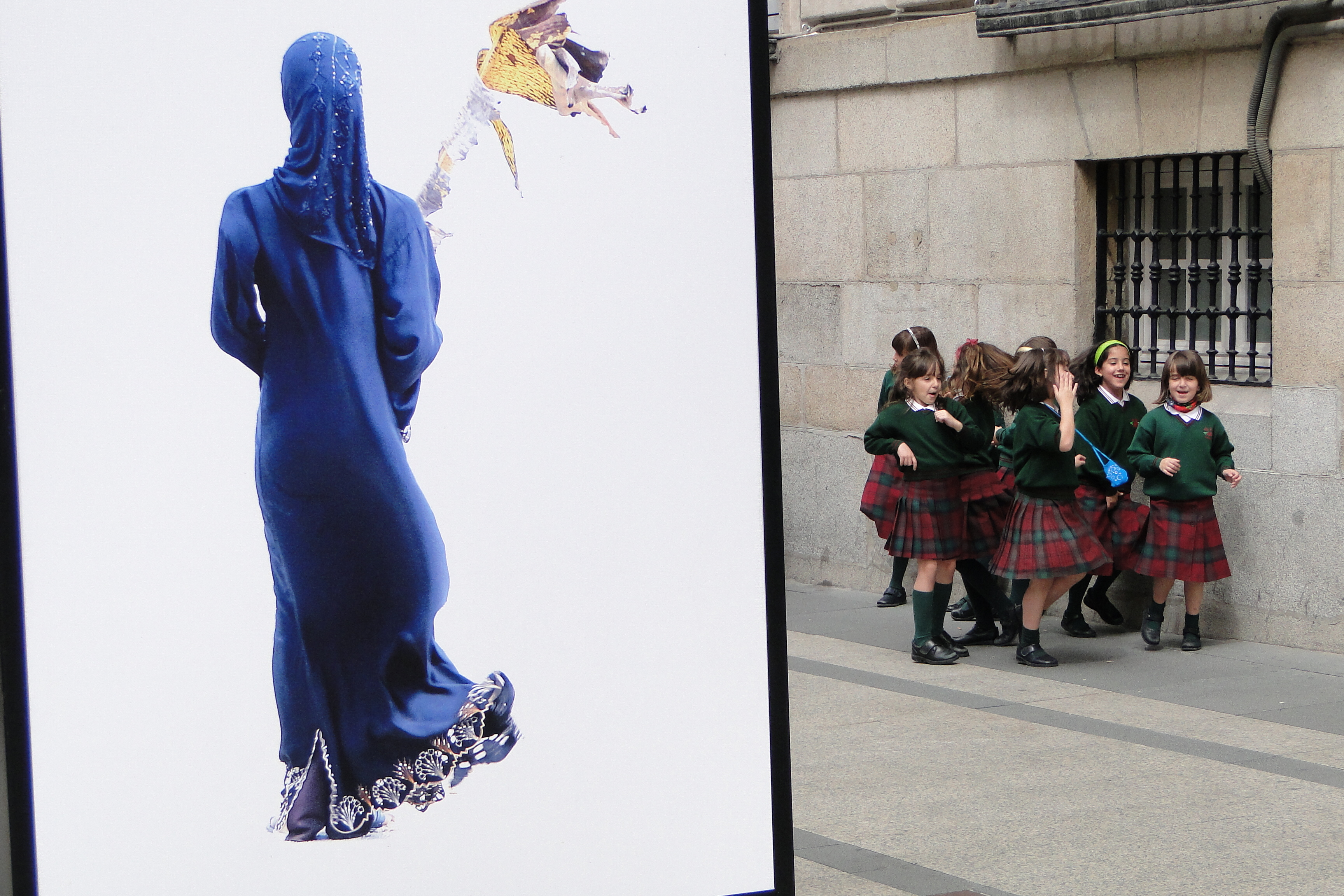
Installazione Madrid 2010.

## Esposizioni personali
2008
- Galeria Safia Barcelona (Spagna)
- Centre d'Art, Fond. Blachere Apt (Francia)
- Casa Africa Las Palmas (Spagna)
- Musee Dapper Paris[5] (Francia)

2007
- Celtel headquaters Amsterdam (Paesi Bassi)
- Sasol Art Museum Stellenbosch[6] (Sudafrica)
- Circulo de Bellas Artes de Madrid (Spagna)
- Kulturhuset Stockholm (Svezia)
- MUA Museum University Alicante[7] (Spagna)

2006
- UNESCO[8] Paris
- Galerie In Focus Fotografie Köln
- Blow-up Gallery Amsterdam

2005
- Delta Lloyd Mondriaan Toren Amsterdam

2004
- Gallery Marktschlösschen Halle (Germania)
- Mois de la photo Auxerre (Francia)
- Galerie Safia Barcelona (Spagna)
- Museum voor Fotokunst Odense (Danimarca)

2003
- World Trade Center Amsterdam (Paesi Bassi)
- Museum Schloss Moritzburg Zeitz (Germania)
- Centre Culturel Français Dresde (Germania)
- Fondation A. Lopez Cuenca (Spagna)
- Musée National Yaoundé (Camerun)

2002
- Goethe Istitut Yaoundé
- The Moba Art Gallery Brussels

2001
- doual'art Douala (Camerun)
- Gallery 2RC Roma
- Museum of Modern Art Arnhem (Paesi Bassi)

2000
- Het LUMC Galerie Leiden (Paesi Bassi)
- Noorderlicht Fotografie Leeuwarden (Paesi Bassi)
- Gallery Africrea Yaoundé (Camerun)

1999
- Institut Français Munchen
- Institut Français Köln
- Het van Reekum Museum Apeldoorn

1998
- Michaelis Collection Caper Town
- IFAL Mexico

1997
- Indigo Galleries Inc. Boca Raton (U.S.A.)

1996
- Pulitzer Art Gallery Amsterdam
- Tropen Museum Amsterdam

1995
- Omni Gallery Uniondale New York

1991
- University of Bremen Bremen[9] (Germania)
- Africa Museum Berg en Dal (Paesi Bassi)

1990
- Melkweg gallery Amsterdam

1989
- Focus Gallery Amsterdam

1987
- Studio Ethel Paris

1986
- Erasmus University Rotterdam[10]

1985
- Maison Descartes Amsterdam

## Esposizioni collettive
2008
- Skoto Gallery New York
- Museum Smallingerland Drachten (Paesi Bassi)
- Sitges (Spagna)
- Dak'Art (Senegal)

2007
- National Museum Zanzibar (Tanzania)

2006
- Kunstcentrum Zaanstad (Paesi Bassi)

2005
- Galerie Tegenbosch Heusden (Paesi Bassi)
- Galerie Safia Li'lla D'Art Barcelona

2004
- University of New England Portland (Me)(U.S.A.)
- Philadelphia Museum of Art Philadelphia

2003
- UNESCO Paris

2002
- Museum Rijswijk Rijswijk (Paesi Bassi)
- SBK KunstHal de Remise Amsterdam
- Art Fair 2002 Milano
- Biennal Dak'Art Dakar
- Spazio Oberdan Milano
- La FNAC Etoile Paris

2001 
- De Buytensael Arnhem (Paesi Bassi)
- Les Rencontres Photographiques Bamako (Mali)

2000
- In Focus Galerie Cologne (Germania)

1998
- The H. Johnson Museum of Art Ithaca (U.S.A.)
- Ministery of foreign trade affairs The Hague
- Center for the Visual Arts Denver (U.S.A.)

1996
- "Fest. des 3 continents" Nantes (Francia)

1995
- Biennial South-Africa Johannesburg
- Street Level Gallery Glasgow (Scozia)
- Zora Neale Hurston
- National Museum of Fine Art Orlando Fl. (U.S.A.)

1994
- Biennial Venice Venezia
- Biennial Havanna (Cuba)

1992
- Kodak Diaframma Milano

1988
- Rochdale Art Gallery Londra